# المادية الثقافية
المادية الثقافية هي نهج للبحث العلمي في الأنثروبولوجيا وعلم الاجتماع، يعطي الأولوية للظروف المادية في شرح أسباب الاختلافات والتشابهات الاجتماعية والثقافية. 

## مكونات الثقافة
مكونات الثقافات حسب المادية الثقافية هي البنية التحتية والبنية والبنية الفوقية. تتوافق البنية التحتية مع ممارسات الإنتاج والتكاثر وتكون لها أولوية سببية على القطاعين الآخرين لأنها أكثر ارتباطا ببقاء الإنسان ورفاهه. تتكون البنية من خصائص تنظيمية مثل علاقات القرابة والسياسة الاقتصادية. تتكون البنية الفوقية من قطاعات أيديولوجية ورمزية.

## المبادئ المعرفية
تخص هذه المبادئ طريقة الحصول على المعرفة . المادية الثقافية هي منهج البحث العلمي وهدفها هو صياغة النظريات التفسيرية التنبؤية (أو التأريخية)، القابلة للاختبار أو دحضها. هذه الرؤية مستمدة من الوضعية المنطقية والتجريبية.     

## المبادئ النظرية
تخص هذه المبادئ مسألة فهم العلاقات بين أجزاء النظم الاجتماعية والثقافية وتطور هذه العلاقات والأجزاء والأنظمة. تنقسم مكونات الثقافات إلى ثلاث فئات لها علاقات سببية بينها: 
- تتكون البنية التحتية من طرق الإنتاج والتكاثر. تشمل طريقة الإنتاج التكنولوجيا والممارسات المستخدمة في إنتاج الغذاء والطاقة، بالنظر إلى القيود التي تفرضها البيئة الطبيعية.  ومن مكونات طريقة الإنتاج تكنولوجيا الكفاف والنظم الإيكولوجية وطرق العمل. وتشمل طريقة التكاثر الممارسات المستخدمة لزيادة عدد السكان ونقصه وتثبيته والخصوبة ومعدل المواليد وغيرها .
- تشمل البنية الاقتصاد المحلي والاقتصاد السياسي . يشمل الاقتصاد المحلي تنظيم الإنتاج والتبادل والاستهلاك في المنازل والشقق أو الوحدات المحلية الأخرى. الفئات المرتبطة بها هي بنية الأسرة، التقسيم المنزلي للعمل، التعليم، والعمر، وغيرها. الاقتصاد السياسي هو تنظيم الإنتاج والتبادل والاستهلاك بين الجماعات والقرى والولايات والوحدات السياسية الأخرى. وتشمل فئات مثل المنظمات السياسية (الفصائل والنوادي والجمعيات والشركات، ...)، و تقسيم العمل ، والضرائب، و الطبقات والقبائل والحكم السياسي والعسكري والحرب وغيرها.
- تتكون البنية الفوقية من السلوك والفكر المخصص للأنشطة الفكرية والفنية وغير ذلك إضافة إلى البنية والبنية التحتية للثقافة. ويتضمن ذلك مفاهيم مثل الفن والموسيقى والرقص والأدب والإعلانات والرياضة والأيديولوجيا وغيرها.[3]